# Latina Basket
A Associazione Sportiva Dilettantistica Latina Basket é uma agremiação profissional de basquetebol situada na comuna de Latina, Lácio, Itália que disputa atualmente a Serie A2.